# Julià de Toledo
Julià de Toledo (Toledo, c. 642 - 6 de març de 690) va ser un eclesiàstic del Regne de Toledo, escriptor i historiador i arquebisbe de Toledo. És venerat com a sant per l'Església catòlica.
Va néixer a Toledo probablement en una família de jueus conversos, essent educat com a cristià a l'escola de la catedral, on va tenir per mestre el metropolità Eugeni II. El seu inseparable amic Gudila va ser nomenat ardiaca de Toledo i Julià va ser elegit arquebisbe de Toledo, com a Julià II, succeint el difunt arquebisbe Quirze el gener del 680.
Va participar en els concilis toledans XII (681), XIII (683), XIV (684) i XV (688), destacant en la condemnació de l'heretgia d'Apol·linar en l'últim d'ells. En política, va defensar el rei Wamba i va escriure una crònica sobre les lluites entre el rei i el duc Pau; no obstant això, quan Wamba va limitar els privilegis de l'Església, va deixar de donar-li suport.
Va morir a Toledo el 6 de març del 690. Enterrat a la basílica de Santa Leocadia, les seves restes van ésser traslladades durant la invasió musulmana, possiblement a Oviedo, com d'altres, però no s'han pogut localitzar.

## Obra escrita
Va ser autor d'obres teològiques, el més prolífic de l'escola de Toledo i molt influent en els segles posteriors. Entre les obres teològiques hi ha: 
- Apologeticum fidei,
- Apologeticum de tribus capitulis,
- Orationes,
- Antikeimenon,
- Beati Ildephonsi elogium (biografia de sant Ildefons de Toledo).

Entre les seves obres històriques destaquen: 
- De sextae aeatis comprobatione (contra els jueus),
- Prognosticon futuri saeculi (que es considera el primer tractat d'escatologia cristiana),
- Historia de Wambae expeditione,
- Historia rebellionis Pauli adversus Wambam.